# لی‌لا لورن
لی‌لا لورن (انگلیسی: Lela Loren؛ زادهٔ ۷ مهٔ ۱۹۸۰) بازیگر مکزیکی‌تبار اهل ایالات متحده آمریکا است. وی از سال ۲۰۰۶ میلادی تاکنون مشغول فعالیت بوده‌است.

## گزیدهٔ فیلم‌شناسی

### سینما
- آگاهی[۳] (۲۰۲۳)
- مردی از تورنتو (۲۰۲۲)
- کبود (۲۰۲۰)
- خماری: قسمت سوم (۲۰۱۳)
- خبرچین (۲۰۱۳)
- خانواده ریونیون (۲۰۱۱)
- بر من حکمرانی کن (۲۰۰۷)

### تلویزیون
- خدایان آمریکایی (۲۰۲۱)
- کربن تغییر یافته (۲۰۲۰)
- قدرت (۲۰۱۴–۲۰۱۹)
- وصله جنایتکاران (۲۰۱۴)
- امور پنهانی (۲۰۱۲)
- روان‌کاو (۲۰۱۱)
- لاست (۲۰۱۰)
- چاک (۲۰۱۰)
- ان‌سی‌آی‌اس (۲۰۰۹)
- یگان (۲۰۰۷)
- نجواگر روح (۲۰۰۷)
- سی‌اس‌آی: نیویورک (۲۰۰۶)
- سی‌اس‌آی: میامی (۲۰۰۶)
- پرونده سرد (۲۰۰۶)